# Francis Baily

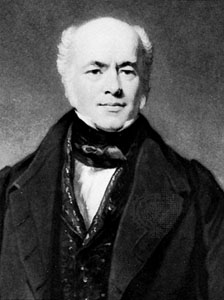
Francis Baily

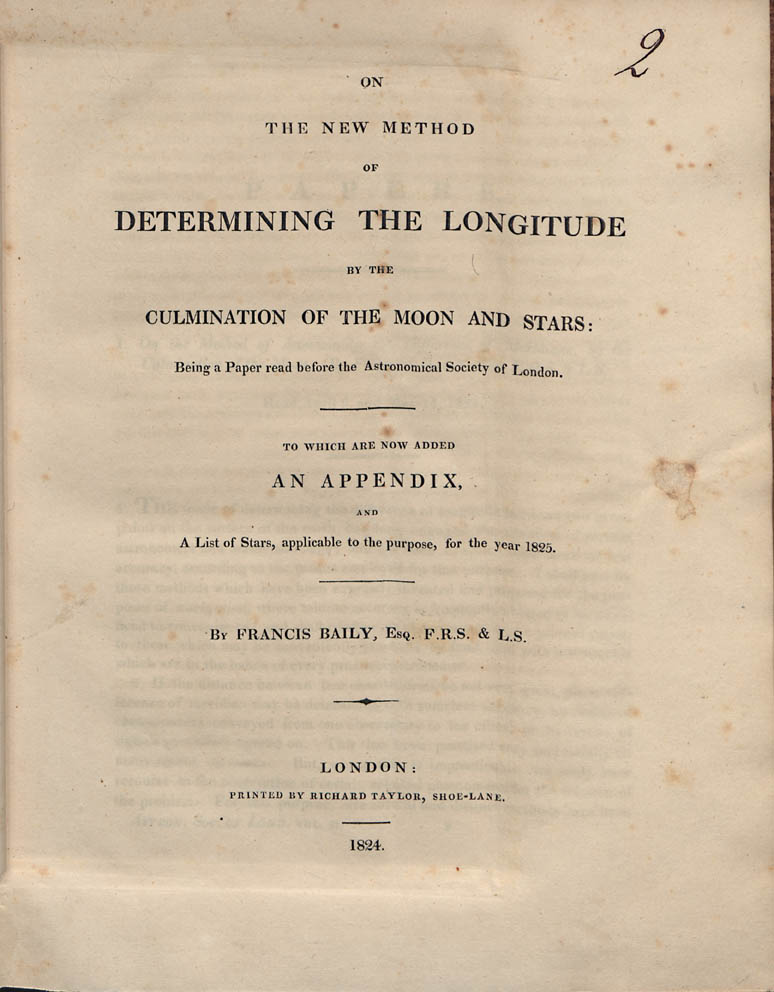
On the new method of determining the longitude by the culmination of the moon and stars, 1824

Francis Baily (* 28. April 1774 in Newbury, Berkshire; † 30. August 1844 in London) war ein englischer Astronom. Er beschäftigte sich insbesondere mit Sternkatalogen, hierzu gab er zahlreiche Arbeiten heraus. Er beschrieb das Phänomen der Bailyschen Perlen (englisch Baily’s beads oder Perlschnurphänomen) und war später Präsident der Royal Astronomical Society.

## Leben und Wirken
Baily schlug zunächst eine kaufmännische Laufbahn ein. Nach seiner Ausbildung bereiste er 1796/97 die noch unbesiedelten Gebiete Nordamerikas. Nach seiner Rückkehr betätigte er sich ab 1799 an der Londoner Börse. In den Jahren 1802 bis 1810 verfasste er mehrere Publikationen zu Pachtverträgen, Renten und Versicherungen, die ihm hohes Ansehen und ein gesichertes Einkommen verschafften. 1825 zog er sich aus dem Finanzwesen zurück, um sich ganz der Astronomie zu widmen.
Baily hatte bereits 1820 bei der Gründung der Royal Astronomical Society entscheidend mitgewirkt. 1827 erhielt er die Goldmedaille der Royal Astronomical Society für seine Mitwirkung bei der Erstellung eines Katalogs mit 2881 Sternen (Catalogue of 2881 Stars).
Auf seine Initiative geht die Überarbeitung des Nautical Almanac im Jahre 1829 zurück. 1832 wurde Baily in die American Academy of Arts and Sciences gewählt. 1837 empfahl er die Überarbeitung und Zusammenfassung der Sternenkataloge von Jérôme Lalande und Nicolas Louis de Lacaille, die 57.000 Sterne enthielten.
Es entstand der British Association's Catalogue of 8377 Stars, der 1845 herausgegeben wurde. Darüber hinaus sichtete und überarbeitete er die älteren Kataloge und Aufzeichnungen von Ptolemäus, Ulugh Beg, Tobias Mayer, Tycho Brahe, Edmond Halley und Hevelius.
Während der totalen Sonnenfinsternis vom 15. Mai 1836 beobachtete er von Roxburghshire aus ein Phänomen, das heute als „Bailysche Perlen“ oder Perlschnurphänomen bezeichnet wird. Hervorgerufen wird es durch Unebenheiten des Mondrandes, wodurch kurz vor und nach der totalen Phase „Lichtperlen“ sichtbar werden. Seine darüber veröffentlichte lebhafte Beschreibung war der Auslöser zur Aussendung von „Finsternisexpeditionen“ in alle Welt. Baily selbst beobachtete noch die totale Sonnenfinsternis vom 8. Juli 1842 von Pavia aus.
Baily vollendete Henry Fosters Pendel-Experiment zur Bestimmung der Erdabplattung, die er zu 1/289,48 bestimmte. Seine Arbeiten zur Bestimmung der mittleren Dichte des Planeten Erde nach der Methode von Henry Cavendish ergaben einen Wert von 5,66 g/cm³.

## Ehrungen
Am 22. Februar 1821 wurde er als Mitglied („Fellow“) in die Royal Society gewählt. 1836 wurde er als korrespondierendes Mitglied in die Académie des sciences und 1842 in die Preußische Akademie der Wissenschaften aufgenommen.
Nach ihm ist seit 1935 der Mondkrater Baily und seit 1986 der Asteroid (3115) Baily benannt. Entsprechendes gilt seit 1957 auch für das Baily Head, eine Landspitze von Deception Island im Archipel der Südlichen Shetlandinseln in der Antarktis.

## Schriften (Auswahl)
- The Doctrine of life-annuities and assurances, analytically investigated and explained. London 1810.
- An account of the Revd. John Flamsteed, the first astronomer-royal […]. London 1835 (Digitalisat).
- Supplement to the account of the Revd. John Flamsteed, the first astronomer. London 1837 (Digitalisat).
- The Catalogues of Ptolemy, Ulug Begh, Tycho Brahe, Halley, Hevelius, deduced from the best Authorities. London 1843.
- Catalogue of stars of the British Association for the advancement of science. London 1846.